# Паулос Абрахам
Паулос Абрахам (швед. Paulos Abraham, нар. 16 липня 2002, Стокгольм) — шведський футболіст, форвард клубу «Гаммарбю» та молодіжної збірної Швеції.

## Ігрова кар'єра

### Клубна
Паулос Абрахам народився у Стокгольмі. Футболом почав займатися з п'яти років. Є вихованцем столичного клубу «Броммапойкарна», де починав грати у молодіжній команді. Але в першій команді Абрахам грав тільки у матчах Кубка Швеції. У матчах Супереттан футболіст жодного разу не виходив в основі команди.
У 2020 році Абрахам перейшов до складу іншого столичного клубу — АІКа, підписавши контракт на чотири роки. І вже влітку того року нападник дебютував у матчах Аллсвенскан.
У лютому 2021 на правах оренди до кінця сезону Абрахам перейшов до складу нідерландського клубу «Гронінген».

### Збірна
З 2018 року Паулос Абрахам грав за юнацькі збірна Швеції.
У 2020 футболіст виступав у складі молодіжної збірної Швеції.